# Mastogenius castlei
Mastogenius castlei är en skalbaggsart som beskrevs av Champlain och Knull 1922. Mastogenius castlei ingår i släktet Mastogenius och familjen praktbaggar. Inga underarter finns listade i Catalogue of Life.